# Стус, Дмитрий Васильевич
Дмитрий Васильевич Стус (род. 1966) — украинский писатель и литературовед, редактор, кандидат филологических наук. Генеральный директор Национального музея Тараса Шевченко (с января 2012).

## Биография
Родился 15 ноября 1966 года в Киеве. Окончил филологический факультет КГУ имени Т. Г. Шевченко (1987—1992). В 1995 году защитил кандидатскую диссертацию «„Палимпсест“ Василия Стуса: творческая история и проблемы текста».
Научный сотрудник отдела рукописных фондов и текстологии Института литературы имени Тараса Шевченко НАНУ. С 2001 — заместитель главного редактора журнала «Книжник-Review».
С 2001 — заведующий отделом критики и библиографии журнала «Современность». Генеральный директор Благотворительного фонда «Украина Инкогнита».
С февраля 2004 — вице-президент Ассоциации украинских писателей. Главный редактор литературно-критического журнала «Киевская Русь» с 2006 года.
9 февраля 2013 избран председателем Всеукраинского творческого союза «Конгресс литераторов Украины».
Кандидат филологических наук (1995). Член Ассоциации украинских писателей (1997). Председатель Всеукраинского творческого союза «Конгресс литераторов Украины» (от 9 февраля 2013). Генеральный директор Национального музея Тараса Шевченко (с января 2012). Член гуманитарного совета при Президенте Украины (2010).

## Семья
- отец — украинский поэт-шестидесятник Стус, Василий Семёнович (1938—1985).
- мать — Валентина Васильевна Попелюх (19 июня 1938 — 25 марта 2022).
- первая жена Оксана Стус.
- сыновья: Ярослав (р. 18 мая 1985), окончил КПИ[1]; Стефан (род. 1991), окончил КНЭУ имени Вадима Гетьмана[2].
- вторая жена — Татьяна Щербаченко (в браке с 2003 года).

## Скандалы
В 2013 году Дмитрий Стус принимал участие в мероприятиях, организованных «Украинским выбором». Организацию возглавлял В. В. Медведчук, политик, который участвовал в судебном процессе над В. С. Стусом, отцом Дмитрия. За это Дмитрия Стуса подвергли критике различные культурные деятели, общественные активисты и политики.

## Награды и премии
- Национальная премия Украины имени Тараса Шевченко (2007) — за книгу «Василь Стус: жизнь как творчество»